# Ophionyssus natricis
Ophionyssus natricis, auch als „Blutmilbe der Schlangen“ bezeichnet, ist eine parasitisch auf Schlangen lebende Milbenart. Die Milbe ist der häufigste Ektoparasit bei Schlangen in Gefangenschaftshaltungen. Zur Bekämpfung eignet sich Fipronil. Die Milbe kann auch auf den Menschen übergehen und juckende Knötchen, Rötungen und Bläschen verursachen.
Adulte sind 0,6 bis 1,3 mm lang. Im nüchternen Zustand sind sie gelbbraun, nach einer Blutmahlzeit rot bis schwarzblau. Nach der Blutmahlzeit legt das Weibchen Eier in der Umgebung ab. Der Entwicklungszyklus dauert etwa zwei bis drei Wochen. Ohne Blut können Weibchen bis zu sechs Wochen überleben.